# Чукундалав
Чукундалав (при рождении Гаджиев, Магомедгаджи Муртазаалиевич) — лакский поэт. Участник Вседагестанского съезда советских писателей. По национальности лакец.

## Творчество
Известен своим стихотворением «Письмо к Сталину».